# Overton-on-Dee
Pour les articles homonymes, voir Overton.
Overton-on-Dee, aussi appelé simplement Overton (en anglais) ou Owrtyn (en gallois), est un village et une communauté du borough de comté de Wrexham, au pays de Galles.

## Géographie
Overton-on-Dee est situé dans le sud du borough de comté de Wrexham, près de la frontière anglaise et de la Dee. La ville de Wrexham est à une douzaine de kilomètres au nord-ouest et celle de Chirk à une douzaine de kilomètres à l'ouest.
La communauté d'Overton comprend aussi les villages et hameaux de Lightwood Green et Knolton (en).

## Démographie
Au recensement de 2011, la communauté d'Overton comptait 1 382 habitants.